# World Series 1916
Le World Series 1916 sono state la 13ª edizione della serie di finale della Major League Baseball al meglio delle sette partite tra i campioni della National League (NL) 1916, i Brooklyn Robins e quelli della American League (AL), i Boston Red Sox. A vincere furono i Red Sox per quattro gare a una, conquistando il loro quarto titolo e superando i Philadelphia Athletics come squadra ad avere vinto più World Series.
Casey Stengel guidava i battitori dei Robins ma il reparto di lanciatori dei Red Sox campioni in carica si rivelò un avversario troppo ostico per gli sfidanti. Babe Ruth di Boston lanciò 13 inning senza subire punti in gara 2, iniziando una striscia di 29 inning senza subire punti che proseguì fino alla stagione successiva. Come nelle finali dell'anno precedente, i Red Sox disputarono le loro gare interne nel più capiente Braves Field, attirando una folla record di 43.620 nella partita finale.

## Sommario

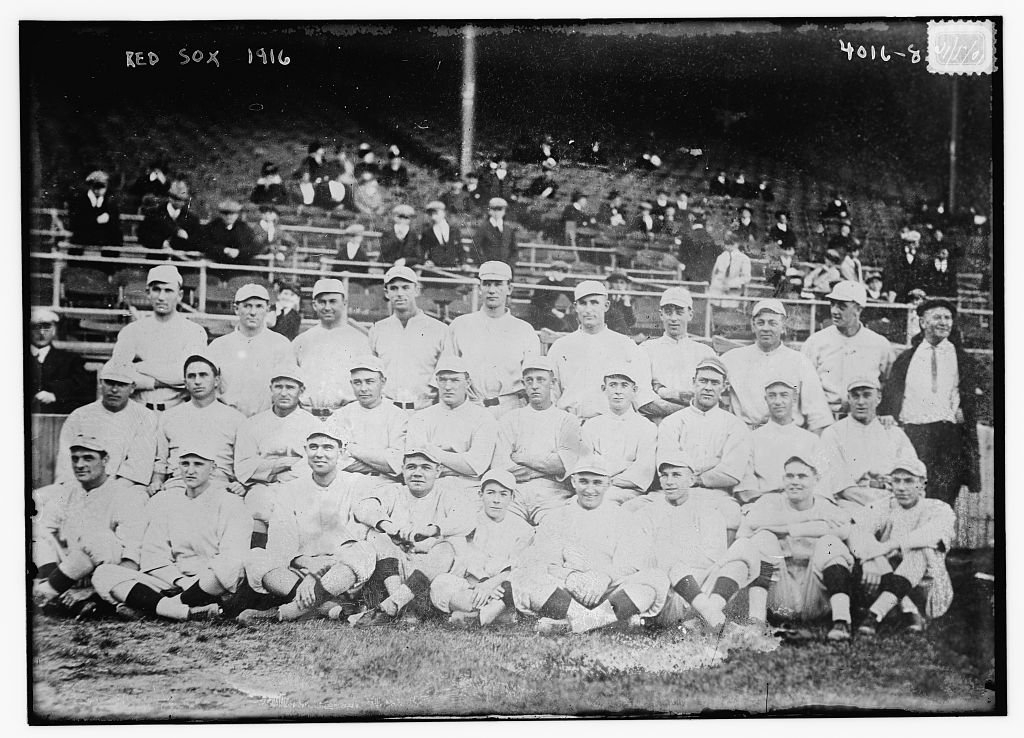
I Boston Red Sox vincitori delle World Series 1916

Boston ha vinto la serie, 4-1.
| Gara | Data       | Risultato                                           | Stadio       | Tempo | Pubblico |
| ---- | ---------- | --------------------------------------------------- | ------------ | ----- | -------- |
| 1    | 7 ottobre  | Brooklyn Robins – 5, Boston Red Sox – 6             | Braves Field | 2:16  | 36.117   |
| 2    | 9 ottobre  | Brooklyn Robins – 1, Boston Red Sox – 2 (14 inning) | Braves Field | 2:32  | 47.373   |
| 3    | 10 ottobre | Boston Red Sox – 3, Brooklyn Robins – 4             | Ebbets Field | 2:01  | 21.087   |
| 4    | 11 ottobre | Boston Red Sox – 6, Brooklyn Robins – 2             | Ebbets Field | 2:30  | 21.662   |
| 5    | 12 ottobre | Brooklyn Robins – 1, Boston Red Sox – 4             | Braves Field | 1:43  | 43.620   |

## Hall of Famer coinvolti
- Umpire: Tom Connolly, Hank O'Day
- Red Sox: Harry Hooper, Herb Pennock (non sceso in campo), Babe Ruth
- Robins: Wilbert Robinson (man.), Rube Marquard, Casey Stengel‡, Zack Wheat

‡ eletto come manager